# Heinrich Lohrer
Heinrich Lohrer, švicarski hokejist, * 29. junij 1918, Arosa, Švica, † 12. december 2011.
Lohrer je bil hokejist kluba Zürich SC Lions v švicarski ligi in švicarske reprezentance, s katero je nastopil na enih olimpijskih igrah, kjer je osvojil bronasto medaljo, in več Svetovnih prvenstvih, na katerih je osvojil dve bronasti medalji. Za reprezentanco je nastopil na 74-ih tekmah.